# 오이시 아스키
오이시 아스키(일본어: 大石 明日希, 1991년 12월 14일 ~ )는 일본의 전 축구 선수이다.

## 구단 경력
과거 츠바이겐 가나자와에서 활동하였다.